# 井冈山卫矛
井冈山卫矛（学名：Euonymus jinggangshanensis）为卫矛科卫矛属的植物，为中国的特有植物。分布在中国大陆的广西、江西等地，生长于海拔1,600米的地区，常生长在山地林中以及山顶草地，目前尚未由人工引种栽培。